# العلاقات المارشالية المنغولية
العلاقات المارشالية المنغولية هي العلاقات الثنائية التي تجمع بين جزر مارشال ومنغوليا.

## مقارنة بين البلدين
هذه مقارنة عامة ومرجعية للدولتين:
| وجه المقارنة                                              | جزر مارشال                     | منغوليا         |
| --------------------------------------------------------- | ------------------------------ | --------------- |
| المساحة (كم2)                                             | 181                            | 1.57 مليون      |
| عدد السكان (نسمة)                                         | 53.13 ألف                      | 3.08 مليون      |
| الكثافة السكانية (ن./كم²)                                 | 29.35 ألف                      | 1.96            |
| العاصمة                                                   | ماجورو                         | أولان باتور     |
| اللغة الرسمية                                             | لغة إنجليزية، اللغة المارشالية | اللغة المنغولية |
| العملة                                                    | دولار أمريكي                   | توغروغ منغولي   |
| الناتج المحلي الإجمالي (بليون دولار)                      | 199.40 مليون                   | 11.49 مليار     |
| الناتج المحلي الإجمالي (تعادل القوة الشرائية) بليون دولار | 207.25 مليون                   | 36.16 مليار     |
| الناتج المحلي الإجمالي الاسمي للفرد دولار أمريكي          | 3.38 ألف                       | 3.97 ألف        |
| الناتج المحلي الإجمالي للفرد دولار أمريكي                 | 3.80 ألف                       | 11.95 ألف       |
| مؤشر التنمية البشرية                                      |                                | 0.727           |
| رمز المكالمات الدولي                                      | +692                           | +976            |
| رمز الإنترنت                                              | .mh                            | .mn             |
| المنطقة الزمنية                                           | ت ع م+12:00                    | ت ع م+08:00     |

## منظمات دولية مشتركة
يشترك البلدان في عضوية مجموعة من المنظمات الدولية، منها:
| علم المنظمة | اسم المنظمة                   | تاريخ انضمام جزر مارشال | تاريخ انضمام منغوليا |
| ----------- | ----------------------------- | ----------------------- | -------------------- |
|             | البنك الدولي للإنشاء والتعمير | 21 مايو 1992            | 14 فبراير 1991       |
|             | بنك التنمية الآسيوي           | 1990                    | 1991                 |
|             | يونسكو                        | 30 يونيو 1995           | 1 نوفمبر 1962        |
|             | الاتحاد الدولي للاتصالات      | 22 فبراير 1996          | 27 أغسطس 1964        |
|             | مؤسسة التمويل الدولية         | 23 سبتمبر 1992          | 14 فبراير 1991       |
|             | منظمة الشرطة الجنائية الدولية | ?                       | ?                    |
|             | الأمم المتحدة                 | 17 سبتمبر 1991          | 27 أكتوبر 1961       |
|             | مؤسسة التنمية الدولية         | 19 يناير 1993           | 14 فبراير 1991       |
|             | منظمة حظر الأسلحة الكيميائية  | ?                       | ?                    |

## وصلات خارجية
- موقع وزارة الخارجية المنغولية